# Марко Де Тулліо
Марко Де Тулліо (італ. Marco De Tullio, 21 вересня 2000) — італійський плавець.
Призер Чемпіонату Європи з водних видів спорту 2020 року.